# Pont du Diable (Alet-les-Bains)
Pour les articles homonymes, voir Pont du Diable.
Le pont du Diable désigne les vestiges d'un pont du Moyen Âge, protégé des monuments historiques, situé à Alet-les-Bains, dans le département français de l'Aude.

## Description
Le pont, en maçonnerie, est en ruine ; il n'en reste qu'une culée. Franchissant l'Aude, le pont se trouvait sur le trajet de Limoux à Alet.

## Protection
Les vestiges du pont sont inscrits au titre des monuments historiques par arrêté du 14 avril 1948.